# Flight International
Pour les articles homonymes, voir Flight.
Flight International est un magazine hebdomadaire britannique.
Fondé en 1909, c'est le plus ancien titre encore publié concernant l'aviation. Le tirage était de 43 000 exemplaires en 2007.
Depuis les années 1920, Flight International est particulièrement connu pour ses illustrations détaillées d'avions, réalisées à l'origine par Max Millar, puis par Arthur Bowbeer, Frank Munger et John Marsden, qui ont produit des centaines d'illustrations entre 1946 et 1994.